# سازمان پیشاهنگی ایران

دختران عضو پیش‌آهنگی ایران در سال ۱۳۱۶

سازمان پیشاهنگی ایران، در سال ۱۲۹۸ خورشیدی از سوی سفیر کشور اسپانیا معرفی شد ولی اندیشهٔ تشکیل سازمان پیشاهنگی را احمد امین‌زاده در دورهٔ پادشاهی رضاشاه مطرح کرد. وزارت معارف در ۱۲ آذر ۱۳۰۴ طرح او را پذیرفت و امین‌زاده را به ریاست این سازمان برگزید.

## تاریخچهٔ سازمان ملی پیشاهنگی ایران
پیش‌آهنگی، برای نخستین‌بار در سال ۱۳۰۴ خورشیدی، به همت میرزا احمد امین‌زاده در ایران تأسیس شد و تا حدود سال ۱۳۱۰ فعالیت‌های آن ادامه یافت. حدود ۱۳۱۰ امین‌زاده به عراق مسافرت کرد و پس از آن برای مدتی رضا اخوی سرپرستی پیش‌آهنگی را عهده‌دار شد. سال ۱۳۱۳ ترویج پیش‌آهنگی مورد توجه دولت قرار گرفت و وزارت فرهنگ مأمور اجرای آن شد و با طرح جدیدی آغاز به فعالیت کرد. در مهرماه همان سال گیبسن، متخصص آمریکایی، برای سرپرستی تربیت‌بدنی و پیش‌آهنگی به ایران دعوت شد.
نخستین دورهٔ کلاس مربیان پیش‌آهنگی در خردادماه سال ۱۳۱۴ با شرکت ۴۰ نفر از مربیان تهران و ۴۴ نفر از مربیان شهرستان‌ها به مدت ۱۵ روز تشکیل گردید. محل این اردو در منظریه تهران بود. در طول تعطیلات تابستان همان سال مقررات و آیین‌نامه‌های لازم برای اجرای پیش‌آهنگی در رسدها تهیه و تدوین شد و فعالیت‌های پیش‌آهنگی روز به روز در تمام شهرستان‌های کشور توسعه یافت، ولی با آغاز وقایع شهریور ۱۳۲۰ این فعالیت‌ها متوقف شد و طی یازده سال جز در یکی دو دسته کوچک، فعالیت پیش‌آهنگی به چشم نمی‌خورد. در سال ۱۳۳۲ حسین بنائی که تحصیلات عالی خود را در رشتهٔ تعلیم و تربیت، روان‌شناسی و تربیت بدنی در آمریکا به پایان رسانده بود، مأمور تجدید سازمان پیش‌آهنگی ایران شد. با فعالیت‌های حسین بنائی و تشکیل اولین کلاس مربیان پیش‌آهنگی در آذرماه سال ۱۳۳۲، دورهٔ جدید پیش‌آهنگی ایران آغاز شد.
در دورهٔ بنائی گام‌های مهمی برای توسعه پیش‌آهنگی ایران برداشته شد. سال ۱۳۳۴ سازمان ملی پیش‌آهنگی ایران از طرف دفتر بین‌المللی پیش‌آهنگی به رسمیت شناخته شد. سال ۱۳۳۵ نخستین جمبوری ملی پیش‌آهنگان ایران تشکیل شد و همایش سال ۱۳۳۷ دومین جمبوری ملی پیش‌آهنگان ایران با شرکت بیش از چهار هزار نفر پیش‌آهنگ تشکیل شد و در این جمبوری پیش‌آهنگان کشورهای پاکستان، ترکیه، عراق، اردن، انگلیس، ژاپن، آلمان و آمریکایی‌های مقیم ایران شرکت داشتند. در سال ۱۳۳۹ سومین جمبوری ملی پیش‌آهنگی ایران با شرکت بیش از ده هزار نفر پیش‌آهنگ ایرانی و خارجی تشکیل شد. سال ۱۳۳۹ در منظریه از طرف دفتر بین‌المللی پیش‌آهنگی به عنوان یک مرکز بین‌المللی تربیت مربی و تشکیل کلاس‌ها شناخته شد، در همین سال بنائی به عضویت کمیتهٔ دوازده نفری پیش‌آهنگی جهان انتخاب شد. در سال ۱۳۴۱ انجمن طرفداران پیش‌آهنگی در ایران تشکیل شد و عده‌ای از شخصیت‌های سرشناس ایران عضویت این انجمن را پذیرفتند، در سال ۱۳۴۱ نخستین کنگرهٔ پیش‌آهنگی ایران با شرکت نمایندگان شوراهای پیش‌آهنگی تمام استان‌های کشور در منظریه تشکیل شد و سال ۱۳۴۲ دبیر انجمن طرفداران سازمان پیش‌آهنگی علی هاشمی، به مدت ۱۴ سال برای این مسئولیت برگزیده شد. در سال ۱۳۴۲ خورشیدی دومین کنگره پیش‌آهنگی ایران افزون‌بر جلسهٔ سالیانهٔ شورای عالی پیش‌آهنگی ایران با حضور تمام استانداران، مدیران کل فرهنگ استان‌ها و نمایندگان شوراهای پیش‌آهنگی استان‌ها در تهران، تشکیل شد.

## پس از انقلاب اسلامی
بعد از انقلاب در تاریخ ۱۳۶۴/۰۶/۲۸ مجلس شورای اسلامی سازمان پیش‌آهنگی را برای استفاده از امکانات و تجهیزات آن منحل کرد و پس از انحلال، سازمان جوانان و نوجوانان تشکیل شد.
برای فعالیت‌های مکمل پرورشی در سال ۱۳۷۰ اساسنامه کانون‌های فرهنگی و تربیتی به تصویب شورای عالی آموزش و پرورش رسید. در سال ۱۳۷۲ در ضمن آن، تشکیلات دانش‌آموزی تحت عنوان «پویندگان» به منظور فعالیت‌های پیگیر، مستمر و بلندمدت پرورشی ایجاد شد. سال ۱۳۷۴ به‌جای عنوان کلی پویندگان، تشکیلات پسران «پیشتازان» و دختران «فرزانگان» عنوان گرفت؛ و از سال ۱۳۹۶ این تشکیلات با نام پیشتازان دختر و پسر شناخته می‌شود. اما تشکیلات سازمان دانش‌آموزی به‌عنوان سازمانی مستقل از ۲۱ اردیبهشت ۱۳۷۸ فعالیت‌های خود را شروع کرد.

## فعالیت‌ها
سازمان ملی پیش‌آهنگی می‌کوشید تا نوجوانان ایرانی را با مهارت‌های گوناگون آشنا کند. از جمله این مهارت‌ها نحوه اردو زدن، نکات بهداشتی، قوانین راهنمایی و رانندگی، کاردستی، بازی و نقاشی، حرکات ورزشی، کمک‌های اولیه، سرود و آداب معاشرت، شعر، دانستن دربارهٔ طناب، قدرت طناب، انواع گره‌ها، بستن دو چوب، ساخت مهار، قایق، پل، عرابه، برج و ماکت برای کسب نشان لیاقت بود.

## بخش‌ها و درجه‌ها
سازمان پیش‌آهنگی ملی ایران بخش‌های گوناگون و منصب‌ها و درجه‌هایی داشت که با نام‌های ویژه‌ای نامیده می‌شدند. بخشی از اصطلاحات مربوط به این بخش‌ها و درجه‌ها در سال ۱۳۱۸ خورشیدی از سوی فرهنگستان ایران به شرح زیر تصویب شد:
رسد پیش‌آهنگی، سررسد، رسدیار، سرپرستان رسد، شورای رسد، جوخه، سرجوخه، جوخه‌یار، کارپرداز، نویسنده، شیپورزن، پایوران پیش‌آهنگی، پیوستگان، رئیس پیش‌آهنگی، معاون پیش‌آهنگی، سرپیش‌آهنگ، سرپیش‌آهنگی، نوآموز، دیوان پاداش، رهبر پیش‌آهنگی، رهبریار پیش‌آهنگی، انجمن پیش‌آهنگی ایران، نشانه هنر، شیربچگان، گرگ‌بچگان، کدبانان، فرشتگان، جویندگان، سیاران.

## نشریه‌های سازمان
نشریهٔ ماهانهٔ پیش‌آهنگی (از سال ۱۳۰۶).
بولتن پیشاهنگی رفسنجان، بولتن پیشاهنگی شاهپور آذربایجان، سازمان پیشاهنگی نیشابور، بولتن پیشاهنگی روستایی بندرشاه، بولتن پیشاهنگی گرگان، بولتن پیشاهنگی بروجرد، سازمان پیشاهنگی ساری، سازمان پیشاهنگی اصفهان، سازمان پیشاهنگی خرمشهر، سازمان پیشاهنگی آغاجاری، پیشاهنگی روستایی ورامین، نشریهٔ پیشاهنگی گنبد کاوس، بولتن سازمان پیشاهنگی اراک، رسد سه آزاد شیراز، رسد یازدهٔ دانشسرای مقدماتی شیراز، بولتن سازمان پیشاهنگی استان کردستان (سنندج)، نشریهٔ فرهنگی مسجد سلیمان، نشریهٔ فرهنگی ارسباران.

## کتاب‌های راهنمای پیشاهنگی ایران
کتاب‌هایی که در دوران پیش از انقلاب ۱۳۵۷ در مورد پیشاهنگی در ایران به چاپ رسیدند:
- کتاب فانوس: ویژهٔ مربیان

پیشاهنگان لالجین، احتمالاً سال ۱۳۴۰

- وودبچ علمی: راهنمای پیشاهنگی پسران
- کتاب پسران پیشاهنگ ایران
- فرشتگان پیشاهنگ ایران
- یک جوبیله، هشت جامبوری
- تحقیق و بررسی درباره: دومین اجتماع ملی پیشاهنگی دختران ایران
- مواد تعلیمات درجهٔ سوم پسران پیشاهنگ
- دربارهٔ دومین اجتماع ملی پیشاهنگی دختران ایران تهران- منظریهٔ ۱۳۵۴
- نشان موفقیت فرشتگان
- کارنامه شیربچگان پیشاهنگ
- کارنامه پسران پیشاهنگ
- کارنامه فرشتگان پیشاهنگ
- کارنامه دختران پیشاهنگ
- کارنامه پیشاهنگان جوینده و سیار دختر
- کارنامه و دفترچهٔ پیشاهنگی دختران
- دفترچهٔ ثبت نام کد - رسد - دسته
- نکاتی چند دربارهٔ هفتهٔ کار نیک پیشاهنگی (بسیج تعاون)
- از هژیر بیاموز، برای شیربچگان پیشاهنگ
- روش پیشاهنگی در سواد آموزی
- تدریس ماده‌نویسی و ساده‌خوانی با روش پیشاهنگی
- آموزش درختکاری به مناسبت ۱۵ اسفند روز درختکاری
- خلاصه تعلیمات مراحل فرشتگان و شیربچگان
- خلاصه تعلیمات مراحل پسران و دختران
- روش اجرایی جلسات کد شیر بچگان: برای مربیان
- آماده‌باش
- هفتهٔ کار پیش‌آهنگی
- اساس‌نامهٔ شرکت تعاون مصرف پیش‌آهنگی ایران: مصوب مجمع عمومی فوق‌العاده ۲۱ بهمن ۱۳۵۰
- اساس‌نامهٔ شرکت تعاون مصرف پیش‌آهنگی ایران: مصوب مجمع عمومی فوق‌العاده ۲۱ بهمن ۱۳۵۱
- آیین‌نامهٔ هیئت همکاری پیش‌آهنگی روستای ایران و کمیته همکاری پیش‌آهنگی روستایی استان‌ها و شهرستان‌ها
- راهنمای کدبانان شیربچگان پیش‌آهنگ
- راهنمای جلسات سالانهٔ مربیان پیش‌آهنگی روستائی
- راهنمای هدایت سرجوخگان
- راهنمای دوره آموزش نظری رهبری ملی
- دانستنیهایی دربارهٔ منظریهٔ «باغ پیش‌آهنگان»
- مبحث گروهی برای مربیان پیش‌آهنگی
- راهنمای تصحیح کنندگان دفاتر دورهٔ نظری و ردیج پسران سری اول
- راهنمای تصحیح کنندگان دفاتر دوره نظری و ردیج پسران سری دوم
- راهنمای تصحیح کنندگان دفاتر و ردیج نظری شیربچگان سری اول
- راهنمای تصحیح کنندگان دفاتر گلبرگ نظری پیش‌آهنگی دختران «پیش‌آهنگی جوینده و سیار»
- راهنمای تصحیح‌کنندگان دفاتر آموزش نظری گلبرگ دختران «واحد مکاتبه»
- راهنمای تصحیح‌کنندگان دفاتر آموزش نظری گلبرگ فرشتگان «واحد مکاتبه»

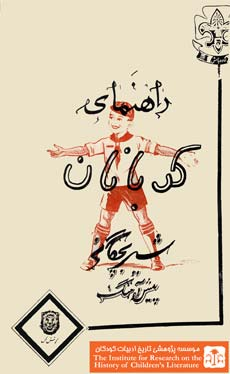
راهنمای کدبانان شیربچگان.
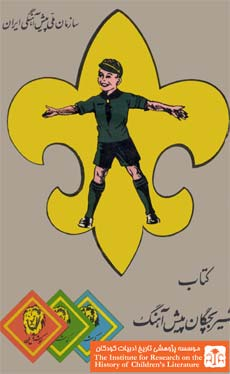
کتاب شیربچگان پیش‌آهنگ.
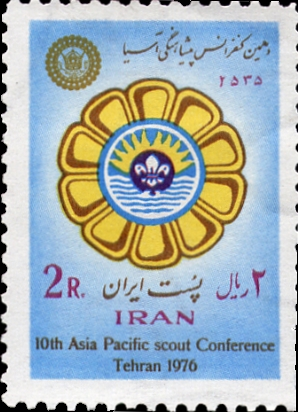
تمبری ایرانی به فراخور دهمین سال کنفرانس پیش‌آهنگی آسیا
نشان عضویت در دههٔ ۱۹۸۰